# Tanystropheus
A Tanystropheus a hüllők (Reptilia) osztályának Protorosauria rendjébe, ezen belül a Tanystrophidae családjába tartozó nem.

## Tudnivalók
A Tanystropheus-fajok 245-228 millió évvel ezelőtt éltek, a középső és késő triász korok idején. Maradványaikat először, csak Európában, főleg Olaszországban és Svájcban találták meg, de újabban a Közel-Keleten és Kínában is rájuk bukkantak; ezek a kövületek pedig körülbelül 10 millió évvel idősebbeknek bizonyultak, mint az európaiak, ami kitolja a Tanystropheus-ok létezését a középső triászra. A Tanystropheus hosszának háromnegyedét a nyaka és a farka tette ki. A 6 méteres hüllő, 3 méteres nyakkal rendelkezett. A nyak 12-13 darabb meghosszabbodott csigolyából állt. Ha a nyaka egy kicsivel is hosszabb, nem bírta volna el a fejét. Ez az állat talán sekély vizekben élt, de a szárazra is ki tudott jönni. A szárazföldön a Tanystropheus rovarokkal és kis hüllőkkel táplálkozhatott, míg a vízben halakra és ammoniteszekre vadászhatott. Talán nem volt gyors úszó, inkább a fenéken „járkált”, hosszú nyakával a gyanútlan zsákmány közelébe férkőzve. Mint a mai gyíkoknak, a Tanystropheusnak is leszakadhatott a farka, ha egy nagyobb ellensége elkapta, így időt nyerve a meneküléshez. Később a farok visszanőtt.
Magyarországon 2020-ban, a Villányi-hegységből is írtak le, feltehetően több példánytól származó töredékes maradványokat a magyar dinoszauruszkutató expedíció paleontológusai Ősi Attila, az ELTE TTK Őslénytani Tanszék vezetőjének irányításával.

## Rendszerezés
A nembe az alábbi 4 faj tartozik:
- Tanystropheus antiquus von Huene, 1907-1908
- Tanystropheus conspicuus von Meyer, 1855 - típusfaj
- Tanystropheus hydroides Spiekman et al., 2020
- Tanystropheus longobardicus Bassani, 1886